# Phyllophilopsis tenuifrons
Phyllophilopsis tenuifrons là một loài ruồi trong họ Tachinidae.